# Amtsgericht Rietberg
Das Amtsgericht Rietberg war von 1879 bis 1970 ein Amtsgericht mit Sitz in Rietberg.

## Geschichte
In Rheda bestand von 1849 bis 1879 die Gerichtskommission Rietberg des Kreisgerichts Bielefeld. Im Rahmen der Reichsjustizgesetze wurden 1879 reichsweit einheitlich Oberlandes-, Land- und Amtsgerichte gebildet. Das königlich preußische Amtsgericht Rietberg wurde mit Wirkung zum 1. Oktober 1879 als eines von 14 Amtsgerichten im Bezirk des Landgerichtes Bielefeld im Bezirk des Oberlandesgericht Hamm gebildet. Der Sitz des Gerichts war die Stadt Rheda. Sein Gerichtsbezirk umfasste aus dem Kreis Wiedenbrück das Amt Rietberg und aus dem Amt Verl der Gemeindebezirk Oesterwiehe. Am Gericht bestand 1880 eine Richterstelle. Das Amtsgericht war damit ein kleines Amtsgericht im Landgerichtsbezirk.
In Folge der Weltwirtschaftskrise wurden 60 Amtsgerichte auf Grund von Sparverordnungen aufgehoben. Mit der Verordnung über die Aufhebung von Amtsgerichten vom 30. Juli 1932 wurde das Amtsgericht Rietberg zum 30. September 1932 aufgehoben und sein Sprengel überwiegend dem Amtsgericht Wiedenbrück zugeordnet (Österwiehe und Barenfell kamen zum Amtsgericht Gütersloh). Gegen die Schließung dieser Amtsgerichte agitierte die NSDAP in vielen Fällen. Nach der Machtergreifung 1933 wurden mit dem Gesetz über die Wiedereinrichtung aufgehobener Amtsgerichte und die Schaffung von Zweigstellen der Amtsgerichte vom 29. August 1933 eine Reihe dieser im Vorjahr aufgehobenen Gerichte zum 1. Oktober 1933 wieder eingerichtet, darunter auch das Amtsgericht Rietberg.
Im Jahre 1970 wurden Rheda und Wiedenbrück zusammengeschlossen, entsprechend wurde aus dem Amtsgericht Wiedenbrück das Amtsgericht Rheda-Wiedenbrück. Gleichzeitig wurde das Amtsgericht Rietberg zum 31. Dezember 1970 aufgehoben und sein Sprengel dem  Amtsgericht Rheda-Wiedenbrück zugeordnet.